# پالپ (فیلم ۱۹۷۲)
پالپ (انگلیسی: Pulp) فیلمی در ژانر نقیضه به کارگردانی مایک هاجز است که در سال ۱۹۷۲ منتشر شد. از بازیگران آن می‌توان به مایکل کین، میکی رونی، لیزابث اسکات، نادیا کاسینی، لایونل استندر و لئوپولدو تریئسته اشاره کرد.